# Dreadnought

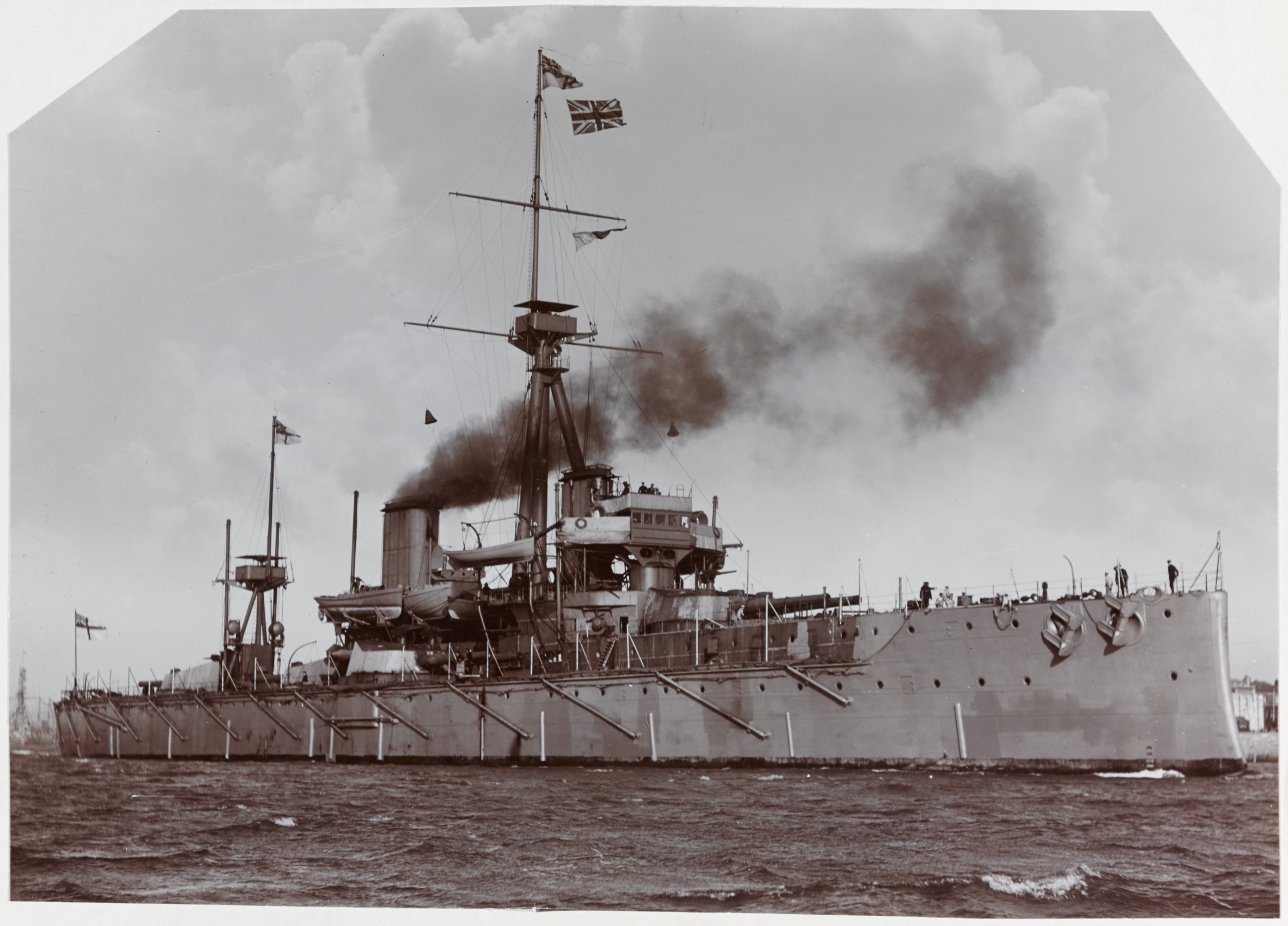
Dreadnought, 1906

Der englische Ausdruck Dreadnought (gebildet aus dread nought, wörtlich „Fürchtenichts“) bezeichnete in der ersten Hälfte des 20. Jahrhunderts einen neuen Typ von Kriegsschiff, der ab 1906 die bis dahin vorherrschenden Linienschiffe in jeder Hinsicht übertraf. Die Bezeichnung geht auf das erste Schiff dieser Art zurück, die in jenem Jahr fertiggestellte Dreadnought. Die Vorgängerbauten, die noch nicht über eine Bewaffnung mit einem Einheitskaliber verfügten, wurden fortan als „Pre-Dreadnoughts“ oder Einheitslinienschiffe bezeichnet.
Alle diese Bezeichnungen waren aber nur von umgangssprachlicher Bedeutung, während amtliche Stellen diese Typen weiter als „Linienschiffe“ bzw. „Großlinienschiffe“ oder „Schlachtschiffe“ einstuften. Nach dem Ersten Weltkrieg wurde die Bezeichnung allmählich durch „Großkampfschiff“ oder „Schlachtschiff“ verdrängt.

## Vorgeschichte
Im 19. Jahrhundert wurden technische Fortschritte erzielt, die den Kriegsschiffbau gleich mehrfach revolutionierten. Die Erfindung und stetige Weiterentwicklung von Dampfantrieben, Sprenggranaten, Schnellfeuerkanonen und Panzerungen ließen eine Vielfalt von neuen Schiffstypen entstehen, die oftmals bei ihrer Fertigstellung schon veraltet waren. Zum Ende des Jahrhunderts kristallisierte sich der Typ des „Einheitslinienschiffs“ heraus, der nach und nach das Rückgrat der meisten größeren Kriegsflotten stellen sollte und diese Bezeichnung trug, weil er in allen Ländern nahezu identische Merkmale aufwies:

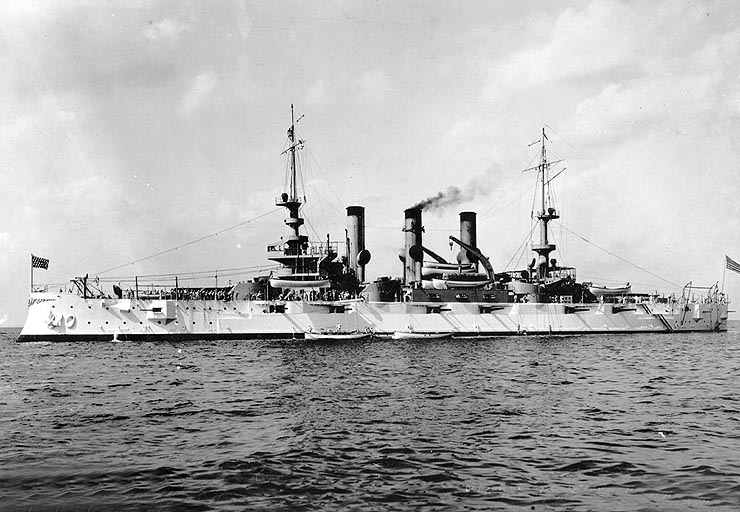
Einheits-Linienschiff Louisiana der US Navy, 1906

- Schwere Bewaffnung von vier Geschützen in jeweils einem Doppelturm vorne und achtern. Das Kaliber dieser Haupt-Artillerie lag zwischen 28 cm und 33 cm.
- Mittelartillerie von 12 bis 16 Geschützen in Einzelaufstellung oder Doppeltürmen an den Schiffsseiten mit einem Kaliber zwischen 12,7 cm und 17 cm; dazu eine Anzahl kleinerer Geschütze zur Abwehr von Torpedobooten.
- Antrieb durch Mehrfachexpansionskolbendampfmaschinen und Geschwindigkeit von zumeist 18 kn (33 km/h).
- Verdrängung zwischen 12.000 t und 16.000 t.

Es gab zu Beginn des 20. Jahrhunderts deutlich erkennbare Tendenzen zur Steigerung dieser Werte: Der Bau US-amerikanischer Linienschiffe von 18.000 t wurde begonnen, während die britische Marine ein „halbschweres“ Kaliber von zuletzt 23,4 cm anstelle der Mittelartillerie einführte. Diese Zwischenlösung erwies sich im Hinblick auf eine einheitliche Feuerleitung und -beobachtung als unbefriedigend und ließ ein einheitliches Kaliber aller Hauptgeschütze wünschenswert erscheinen.

## Dasall big gun one caliber battleship
In diesen letzten Linienschiffsentwürfen ist bereits die Tendenz zu einer Vereinheitlichung der Hauptgeschütze unter Aufgabe der Mittel- oder halbschweren Artillerie zu erkennen. Ein solcher Schiffstyp wurde als all big gun one caliber battleship in verschiedenen Marinen durchdacht. Der Chefkonstrukteur der italienischen Marine, Vittorio Cuniberti, veröffentlichte bereits 1903 einen Entwurf für ein neuartiges Schlachtschiff mit zwölf Hauptgeschützen des Kalibers 30,5 cm, einer Verdrängung von 17.000 t und einer Höchstgeschwindigkeit von 24 kn (44 km/h) durch Turbinenantrieb.
Skeptiker wandten ein, dass die großen Geschütze mit ihrer geringeren Feuerrate auf kurze Entfernungen einer größeren Anzahl von schneller schießenden kleinen Geschützen unterlegen wären. Nachts oder bei schlechter Sicht durch Nebel oder Pulverqualm würde der Reichweitenvorteil wenig nützen.
Die Seeschlacht bei Tsushima 1905 zeigte, dass die schweren Kaliber auf relativ große Entfernungen tatsächlich eine Seeschlacht entscheiden konnten. Wenn nun aber der Schwerpunkt auf die großen Kaliber gelegt werden sollte, wäre es aus vielerlei Gründen (darunter die bessere Beobachtung und Zuordnung der Einschlagssäulen) konsequent, auf eine mittlere Artillerie vollständig zu verzichten. In der britischen Marine trieb Admiral Sir John Fisher, als Erster Seelord schließlich die Realisierung eines all big gun one caliber battleship voran, der HMS Dreadnought:

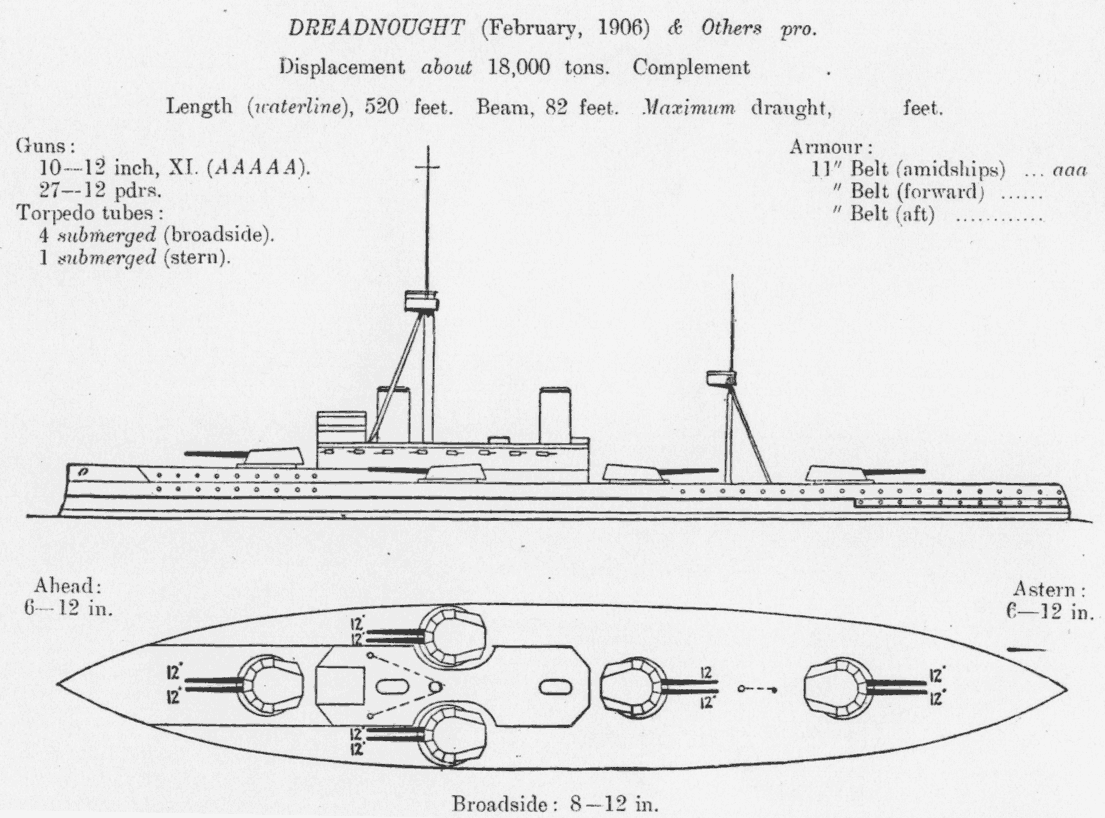
Turmanordnung der Dreadnought

- Zehn 30,5-cm-Geschütze in Doppeltürmen, davon drei mittschiffs und jeweils einer seitlich der Aufbauten, so dass vier der fünf Türme in der Breitseite auf dasselbe Ziel feuern konnten
- Verzicht auf Mittelartillerie, dafür 22 Geschütze mit 7,6 cm zur Torpedobootsabwehr
- Turbinenantrieb mit einer Höchstgeschwindigkeit von 21 kn (39 km/h)
- Verdrängung: rund 18.000 t

Der Name dieses ersten Einheitskaliber-Schlachtschiffes HMS Dreadnought wurde zum Synonym für alle neu gebauten Schlachtschiffe dieser Art. Linienschiffe herkömmlicher Bauweise verschwanden sehr bald aus den Bauprogrammen der Seemächte bzw. wurden durch Dreadnought-Typen ersetzt. Von nun an unterschied man die Hauptkampfschiffe der Schlachtflotten in „Dreadnoughts“ und „Pre-Dreadnoughts“.
1905 trat das maritime Wettrüsten in eine neue Phase ein, als in Großbritannien das Linienschiff Dreadnought vom Stapel lief, das stärker und schneller als alle seine Vorgänger war. Mit einer Hauptbewaffnung von zehn 30,5-cm-Geschützen in fünf Doppeltürmen war es der Prototyp des modernen Schlachtschiffes, weshalb fortan die Schiffe dieses Typs auch als „Dreadnoughts“ bezeichnet wurden.
Die damaligen modernsten deutschen Linienschiffe verfügten dagegen nur über eine schwere Artillerie von vier 28-cm-Geschützen.
Die mit 14 Monaten ungewöhnlich kurze Bauzeit des schließlich im Dezember 1906 in Dienst gestellten Schiffes konnte durch umfangreiche Vorbereitungsarbeiten sowie Prioritätsverschiebungen erreicht werden. Der Grund hierfür lag darin, dass die Marine der Vereinigten Staaten ebenfalls 1905 den Bau zweier eigener all big gun one caliber battleships in Angriff genommen hatten. Aufgrund von Verzögerungen in der Genehmigung des Budgets durch den US-Kongress wurden die Schiffe der South Carolina-Klasse allerdings erst 1910 fertiggestellt. Im Gegensatz zur Dreadnought verwendeten diese Schiffe aber anstatt Turbinen noch die bewährten Dreifach-Expansionsdampfmaschinen als Antrieb. Erst später folgte die Delaware-Klasse mit der North Dakota (BB-29) erstmals mit Turbinenantrieb. Ein ähnliches Projekt in Japan, die bereits 1903 auf Kiel gelegte Satsuma-Klasse, scheiterte, weil die schweren Geschütze, die zu dieser Zeit in Großbritannien gekauft wurden, aus finanziellen Gründen nicht in ausreichender Zahl verfügbar waren.

## Die Dreadnought-Ära

### Internationales Wettrüsten
Die HMS Dreadnought, die keine Schwesterschiffe hatte, entwertete schlagartig die bis dahin gebauten Linienschiffe. Die Royal Navy hoffte, damit die britische Überlegenheit zur See zu wahren, denn der für den Bau solcher Schiffe erforderliche finanzielle Mehraufwand war erheblich, und man glaubte nicht, dass konkurrierende Seemächte – es wurde speziell an Frankreich, Russland und Deutschland gedacht – sich ein groß angelegtes Dreadnought-Programm würden leisten können. Tatsächlich gingen aber alle bedeutenden Seemächte zum Dreadnought-Bau über. Frankreich wartete mit dem Baubeginn der ersten Einheiten bis 1910, Spanien bestellte seine ersten Einheiten 1907, Russland 1908. Cuniberti legte mit der Dante Alighieri 1909 die erste italienische Dreadnought auf Kiel, weitere Einheiten folgten dann erst ab 1910, so dass die italienische Marine in ihrem Bestand zu Beginn des Ersten Weltkriegs über drei Dreadnoughts verfügte. In der österreichisch-ungarischen Marine ging das erste Schlachtschiff mit Einheitskaliber 1910 auf Stapel, weitere drei Einheiten der Tegetthoff-Klasse wurden bis 1914 fertiggestellt. Die USA legten nach den Einheiten der South Carolina-Klasse 1906 und 1907 jeweils eine, ab 1908 kontinuierlich jedes Jahr zwei Dreadnoughts auf Kiel.
Während diese Mächte zwar aufrüsteten, aber keinen ernsthaften Versuch unternahmen, Großbritannien in einen offenen Rüstungswettlauf zu verwickeln, kam es mit Deutschland, dem ambitioniertesten Herausforderer der britischen Seemacht, zu einem Flottenwettrüsten. Dabei stieß der deutsche Flottenbau bald an die Grenzen seiner Leistungsfähigkeit. Zwar wurden 1907 die ersten deutschen Dreadnoughts der Nassau-Klasse begonnen und diese Einheiten an die Stelle der nach den Flottengesetzen vorgesehenen Linienschiffe gesetzt. Jedoch konnte Staatssekretär Alfred von Tirpitz die Mehrkosten nicht mehr im bestehenden Finanzierungsrahmen bewältigen. Es entwickelte sich bei der Finanzierung (Steuererhöhungen) eine Regierungskrise, die Reichskanzler Bülow zum Rücktritt zwang und die nationale Unterstützung des Flottenbaus allmählich schwinden ließ. Wie weit die britischen Kapazitäten überlegen waren, zeigte sich im Rahmen der „Flottenpanik“ von 1909: Auf den Übergang der deutschen Marine zum „Vierertempo“ reagierte Großbritannien, indem es im selben Jahr trotz anfänglicher innenpolitischer Widerstände gleich acht Dreadnoughts in Bau gab – zusätzlich zu den weiteren Einheiten, die im Auftrag kleinerer Seemächte auf britischen Werften gebaut wurden.
Rüstungswettläufe in kleinerem Rahmen fanden auch in anderen Regionen statt: In Südamerika gab es zwischen Argentinien, Brasilien und Chile das sogenannte ABC-Wettrüsten. Brasilien gab schon 1907 zwei Schiffe bei britischen Werften in Auftrag (Minas-Geraes-Klasse), Argentinien im darauf folgenden Jahr zwei Schiffe in den USA, die Rivadavia und die Moreno. Brasilien legte daraufhin 1910 ein Schiff „nach“, woraufhin auch Chile zwei Dreadnoughts in Großbritannien bestellte (Almirante Latorre und Almirante Cochrane, die jedoch nicht ausgeliefert wurde und als britischer Flugzeugträger Eagle fertiggestellt wurde).
Ähnlich reagierte Griechenland, das die Inbaugabe zweier Dreadnoughts durch das Osmanische Reich 1910 mit einem eigenen Schiff 1912 beantwortete. Das in Deutschland in Auftrag gegebene griechische Schiff wurde nicht fertig gebaut. Von den auf britischen Werften begonnenen türkischen Schiffen wurde lediglich eines kurz vor der Fertigstellung von der britischen Regierung beschlagnahmt und als Erin in Dienst gestellt. Dies und die gleichzeitige britische Beschlagnahme der Sultan Osman I. – ursprünglich als Rio de Janeiro für Brasilien im Bau und von den Osmanen aufgekauft – trugen nicht unwesentlich zum Kriegseintritt des Osmanischen Reiches auf Seiten der Mittelmächte bei.

### Verschiedene Dreadnought-Typen

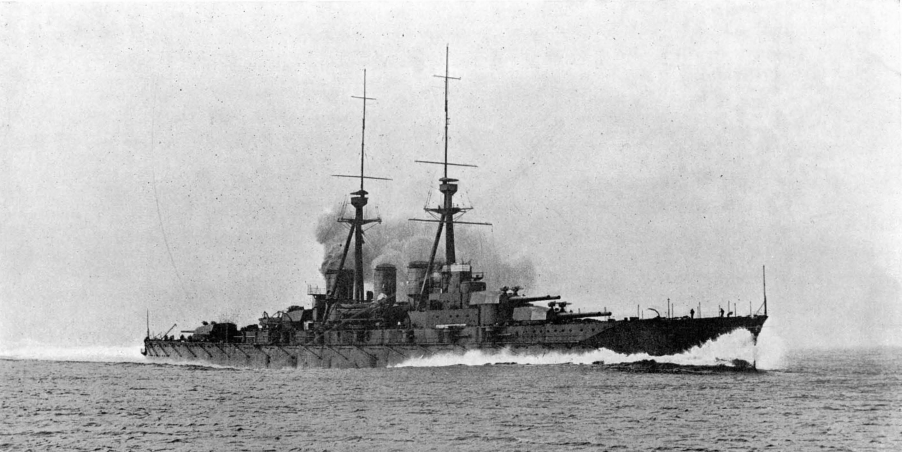
Die japanische Kongō, vor 1927

Fast gleichzeitig mit der Dreadnought als neuem Schlachtschifftyp gab Großbritannien den ersten Schlachtkreuzer als Weiterentwicklung des herkömmlichen Panzerkreuzers in Bau. Dieser Schiffstyp entsprach dem Gedanken des all big gun one caliber battleships, er sollte aber nicht mit den anderen Schlachtschiffen in der Schlachtlinie eingesetzt werden, sondern vor der Schlachtflotte die feindlichen Aufklärungskreuzer bekämpfen. Deshalb wurde beim Schlachtkreuzer der Schwerpunkt auf eine höhere Geschwindigkeit auf Kosten der Panzerung gelegt – nach dem Motto Lord Fishers: „Speed is the best protection“ (deutsch: „Geschwindigkeit ist der beste Schutz“). Der Bau des ersten Schiffs dieser Art, der Invincible, wurde ebenfalls 1905 begonnen, sie wurde aber erst 1908 in Dienst gestellt. Sie war mit 25 kn (46 km/h) Höchstgeschwindigkeit der Dreadnought an Schnelligkeit deutlich überlegen – den älteren Linienschiffen sowieso –, allerdings stellte sich die reduzierte Panzerung später als eklatante Schwäche heraus, als die Invincible und zwei weitere britische Schlachtkreuzer während der Skagerrakschlacht explodierten.
Deutschland antwortete, ebenfalls 1907, mit seinem ersten Schlachtkreuzer Von der Tann, von der deutschen Marine als Großer Kreuzer bezeichnet. Der Typ des Schlachtkreuzers blieb im Wesentlichen britische und deutsche „Spezialität“; nur Japan baute vier Einheiten der Kongō-Klasse, deren Typschiff allerdings in England gebaut wurde. Das Schlachtkreuzerprojekt der USA von 1916 wurde nicht fertiggestellt, stattdessen zwei der sechs vorgesehenen Einheiten in den 1920er Jahren zu Flugzeugträgern umgebaut (Lexington-Klasse).
Die Aufstellung der Hauptgeschütze entwickelte sich in mehreren Schritten und national unterschiedlich. Die HMS Dreadnought und ihre unmittelbaren Nachfolger hatten jeweils zwei seitlich angeordnete Geschütztürme, so dass beim Feuern einer Breitseite ein Turm nicht am Ziel war. Bei den ersten deutschen Einheiten der Nassau- und Helgoland-Klassen waren die insgesamt sechs Türme in einer Hexagonal-Aufstellung arrangiert, wobei auf jeder Seite der Aufbauten zwei Türme standen – eine Breitseite also nur vier der sechs Türme umfasste. Dies lag unter anderem daran, dass das Reichsmarineamt Turbinen erst gründlich erproben ließ, bevor man sich von den Vorteilen überzeugen konnte. In Deutschland wurden stattdessen herkömmliche Expansionsdampfmaschinen eingebaut, zumal der Kohleverbrauch der Dampfmaschinen während der Marschfahrt deutlich niedriger war als der von Turbinen. Diese ineffektive Nutzung der Feuerkraft führte zu verschiedenen Arten der Turmaufstellung, die dem Zweck dienten, alle Türme in das Breitseitenfeuer einzubeziehen. Mit den Fortschritten im Turbinen- und Kesselbau (u. a. spezielle Marschturbinen resp. engrohrige Wasserrohrkessel) sowie einer generell zunehmenden Schiffsgröße konnte man schließlich zur Aufstellung aller Türme in Mittschiffsstellung übergehen. In Österreich-Ungarn wurden weltweit erstmals bei der Tegetthoff-Klasse Drillingstürme (drei Geschützrohre in einem Turm) in überhöhter Mittschiffsstellung verwendet. Dies sollte später bei mehreren Seestreitkräften wie Italien, USA und Russland zum Standard werden. Ebenso gab es nationale Besonderheiten in der Frage der Mittelartillerie, die in Deutschland und Japan vollwertig beibehalten wurde, in den angelsächsischen Ländern zunächst jedoch nicht.

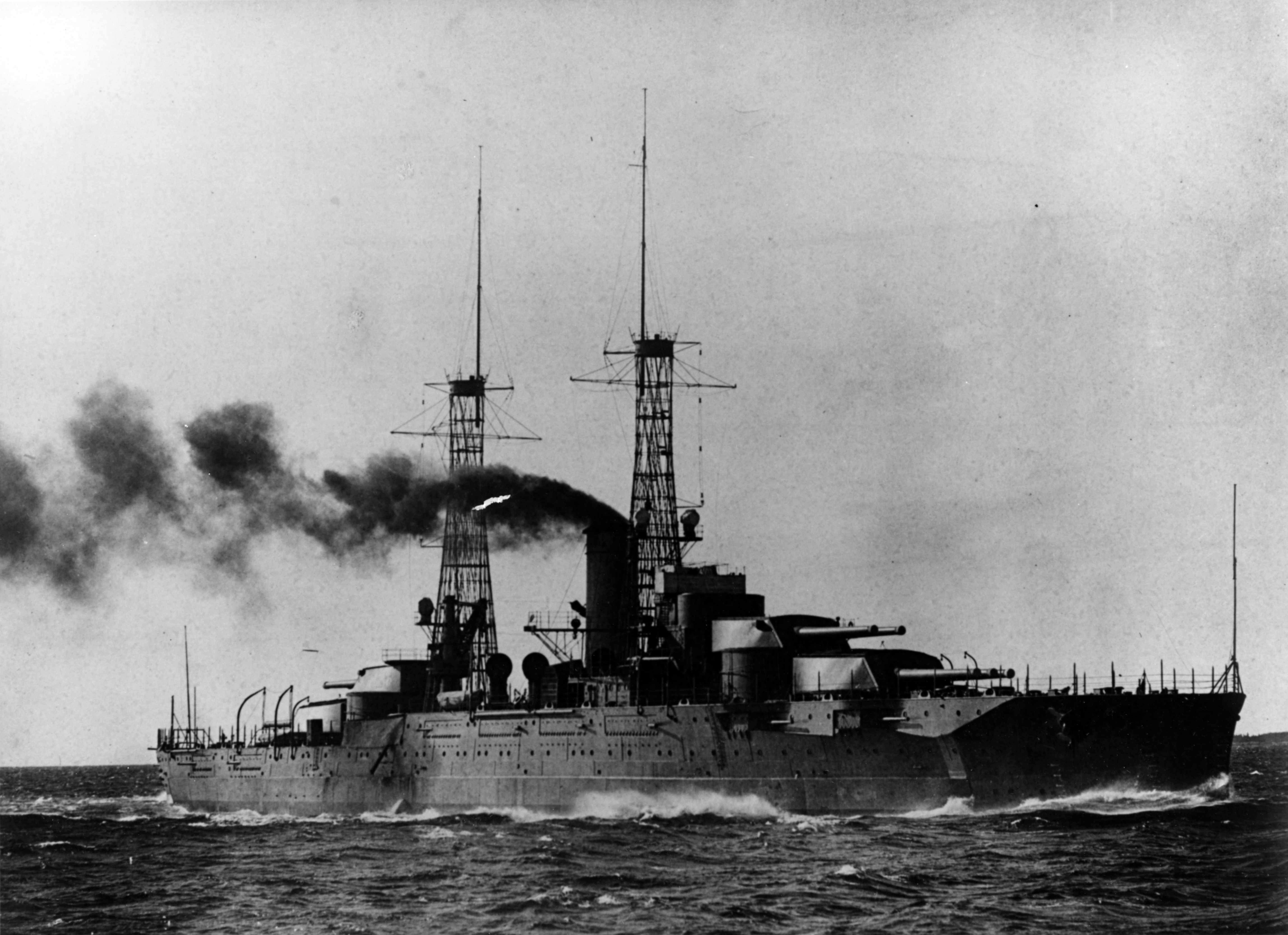
US-amerikanische Superdreadnought Nevada, 1916

Durch ständige Verbesserungen an den Antriebssystemen und den Panzerungen wurden die Dreadnoughts immer leistungsfähiger, aber auch größer und damit teurer. Schon die 1909 begonnenen Schiffe der Lion-Klasse der Royal Navy verdrängten das Anderthalbfache der ursprünglichen Dreadnought und überschritten die Baukosten der letzten Einheitslinienschiffe um ein Drittel.
Für die im selben Jahr in Auftrag gegebene Orion-Klasse der Royal Navy wurde eine Steigerung des Hauptkalibers von 30,5 auf 34,3 cm vorgenommen, gepaart mit der Anordnung sämtlicher Geschütztürme in Kiellinie – diese Schritte läuteten, auf dem Höhepunkt der „Flottenpanik“, die Ära der Superdreadnoughts ein. Nach und nach gingen alle Seemächte zu einem größeren Kaliber von zumeist 35,6 cm, später sogar auf 38,1 cm und 40,6 cm über. Mit den gleichzeitig gewonnenen Steigerungen in der Geschwindigkeit entstanden Schiffe, gegen die der Namensgeber dieses Typs, die HMS Dreadnought, bereits nach wenigen Jahren wieder vollkommen unterlegen war. Spätestens mit den japanischen Einheiten der Fusō-Klasse (1911) wurde der Schritt zum schnellen Schlachtschiff vollzogen, der die reinen Schlachtkreuzer nach und nach verdrängen sollte.

### Dreadnoughts im strategischen und taktischen Einsatz
Dreadnoughts bildeten, wie vor ihnen die Einheitslinienschiffe, den Kern der Schlachtflotte. Ihre Hauptaufgabe war die Bekämpfung der gegnerischen Schlachtschiffe auf große Entfernungen. In einer solchen Entscheidungsschlacht sollte nach den Lehren Alfred Thayer Mahans gemäß seinem Werk The Influence of Sea Power upon History die Seeherrschaft erkämpft werden.
Die Entwicklung des Schlachtkreuzers war das Ergebnis von Überlegungen, die alten Panzerkreuzer – deren Hauptaufgabe etwa in der Royal Navy in der Aufklärung für die Schlachtflotte lag – zu befähigen, bei Gefechtsberührung in das Gefecht der Hauptkampfschiffe einzugreifen. Nach der erfolgreichen Ausschaltung der feindlichen Schlachtflotte würde die siegreiche Partei die Meere beherrschen, die unterlegene hingegen kaum zur Weiterführung des Kampfes befähigt sein. Lediglich in Frankreich gab es eine breitere Basis unter den Offizieren, die stattdessen eine Kreuzerkriegsdoktrin favorisierten (Jeune École).
In dem Bestreben, im Gefecht alle schweren Geschütze an den Feind zu bringen, erlebte die Kiellinienformation eine Renaissance; vor allem, nachdem der japanische Admiral Togo vor Tsushima mit seiner Linie das „Crossing the T“-Manöver erfolgreich eingesetzt hatte. Im Gegensatz zur Segelschiff-Ära bildete jedoch nicht mehr die ganze Flotte eine Linie, sondern einzelne Geschwader, welche jeweils eigene taktische Einheiten bildeten. Die einzigen größeren Gefechte unter Beteiligung von Dreadnoughts, die Schlachten auf der Doggerbank und vor dem Skagerrak, sahen den Einsatz der Dreadnought- wie auch der Einheitslinienschiff-Geschwader in klassischen Kiellinien. Die begleitenden Zerstörer und Torpedoboote hatten dabei vornehmlich die Aufgabe, die feindlichen Dreadnoughts zu torpedieren bzw. die eigenen zu schützen.

## Der Erste Weltkrieg
Der Beginn des Ersten Weltkrieges bedeutete einen Einschnitt im weltweiten Dreadnought-Bau. Der Bau von Schiffen, die sich im Auftrag kleinerer Mächte in europäischen Werften in Bau befanden, wurde entweder, wie im Fall der griechischen Salamis, eingestellt oder die Schiffe wurden – falls der Bau weit fortgeschritten war – beschlagnahmt und der eigenen Flotte eingegliedert, z. B. zwei für die Türkei bestimmte Einheiten, die von Großbritannien als Agincourt und Erin in Dienst gestellt wurden. Auch eigene Projekte wurden teilweise storniert (vor allem in Frankreich und Russland, die den Schwerpunkt ihrer Rüstung auf das Heer legten). Die USA als zunächst nicht involvierte Macht führten ihr Dreadnought-Programm konsequent fort. Die größte Seemacht, Großbritannien, besaß zu diesem Zeitpunkt 24 Dreadnoughts, zehn weitere befanden sich im Bau, und sechs wurden noch nach Kriegsbeginn in Auftrag gegeben. Die zweitgrößte Anzahl an Dreadnoughts besaß Deutschland mit 16 einsatzbereiten Einheiten. Nur zwischen diesen beiden Mächten kam es zu Treffen zwischen Dreadnought-Verbänden.
Die einzige Dreadnought-Schlacht des Weltkrieges, die Skagerrakschlacht (1916), verlief strategisch relativ ergebnislos. Die britische Seeblockade konnte nicht aufgehoben werden. Das Gefecht wurde hauptsächlich von den Schlachtkreuzern bestritten. Dabei wurden vier von ihnen versenkt: Drei britische Schiffe wurden durch Munitionsexplosionen vernichtet, und der deutsche Schlachtkreuzer Lützow musste aufgegeben werden. Der Beinahe-Verlust der britischen Warspite, einer Super-Dreadnought der Queen-Elizabeth-Klasse, führte die Gefahren eines allzu offensiven Einsatzes der Schlachtflotte vor Augen. Die hohe Verlustrate der Schlachtkreuzer stellte deren Konzept als Ganzes in Frage, weshalb die kurz zuvor in Auftrag gegebene Hood das letzte Exemplar dieses Typs wurde. Die beiden größten Schlachtflotten der Welt waren zum Ende des Krieges noch weitgehend intakt. Die Dreadnoughts hatten die ihnen übertragene Aufgabe auf deutscher Seite gar nicht, auf britischer nur indirekt erfüllt.

## Nachkriegszeit bis 1922
Gemäß den Waffenstillstandsbedingungen von Compiègne wurde der größte Teil der deutschen Hochseeflotte nach Kriegsende in Scapa Flow interniert, wo sie am 21. Juni 1919 von ihren Besatzungen versenkt wurde. Auch die verbleibenden deutschen Dreadnoughts mussten daraufhin an die Alliierten ausgeliefert werden. Die USA, die vor dem Krieg noch als zweitrangige Seemacht galt, besaßen nun 16 Dreadnoughts. Das Bauprogramm von 1916 sah 16 weitere vor, von denen zehn bereits auf Kiel gelegt waren. Großbritannien besaß nach wie vor die größte Zahl an einsatzbereiten Schiffen, nämlich 21; im Bau befand sich allerdings vorerst nur ein weiteres (Hood). Die britische Überlegenheit zur See war damit ernsthaft gefährdet, zumal auch Japan ein ambitioniertes Bauprogramm ankündigte, das einen Bestand von 16 Dreadnoughts zum Ziel hatte.
An eine Aufrechterhaltung des Two-Power-Standards war britischerseits nicht mehr zu denken. Die Dreadnoughts wurden nun zum Politikum, da die britische Regierung die Vision einer „Freiheit der Meere“, wie vom US-Präsidenten Woodrow Wilson proklamiert, ablehnte – eine solche Doktrin würde zukünftig Seeblockaden wie gegen Deutschland unmöglich machen. Großbritannien beobachtete das US-Programm mit starkem Misstrauen, während die US-Regierung versuchte, durch das Anheizen der Rüstungsspirale Druck auszuüben. Die ungeheuren finanziellen Mittel für ein eigenes Gegen-Rüstungsprogramm konnte das vom Krieg ausgeblutete Großbritannien ebenso wenig aufbringen wie Japan, das in einer tiefen Rezession steckte – aber auch die USA waren innenpolitisch kaum in der Lage, unter Friedensbedingungen eine solche Aufrüstung durchzuführen. Der neu gewählte US-Präsident Warren G. Harding lud die anderen Seemächte – neben Großbritannien und Japan auch Frankreich und Italien – 1921 zu einer Konferenz zur Begrenzung der Seerüstungen ein. Die Washingtoner Flottenkonferenz von 1922 brachte als Ergebnis die Aufgabe aller Dreadnought-Bauprogramme und eine zehnjährige Pause im Bau neuer Dreadnoughts (mit Sonderregelungen für Frankreich und Italien). Der Bau fast aller Schiffe musste bis auf wenige Ausnahmen abgebrochen werden; für einige Einheiten wurde lediglich die Fertigstellung als Flugzeugträger gestattet. Damit war die Dreadnought-Ära vorerst beendet.

## Schlachtschiffe
Erst ab 1936 wurde der Bau von Großkampfschiffen allgemein wieder aufgenommen. Der Begriff „Dreadnought“ wurde allerdings zu Beginn der 1930er Jahre seltener verwendet, an seine Stelle trat die Bezeichnung „Schlachtschiff“ oder, gemäß den internationalen Vertragstexten, „capital ships“ oder „Großkampfschiff“. Mit dem Begriff „Dreadnought“ wurden nun vornehmlich rückblickend die Schlachtschiffe des Ersten Weltkrieges bezeichnet, allenfalls die noch vorhandenen modernisierten Einheiten. Für die weitere Entwicklung des Typs siehe daher Schlachtschiff.
Der letzte erhaltene Dreadnought ist das Museumsschiff Texas.